# Anomaloglossus dewynteri
Anomaloglosse de Dewynter
Espèce
Statut de conservation UICN

 CR  : 
En danger critique
Anomaloglossus blanci, l’Anomaloglosse de Dewynter, est une espèce d'amphibiens de la famille des Aromobatidae.

## Répartition
Cette espèce est endémique des flancs du mont Itoupé, dans le centre de la Guyane. Il s'agit d'une espèce micro-endémique, ce qui signifie que son aire de répartition est très peu étendue.
Découverte 2010, elle n'a plus été observée depuis 2017.

## Biologie
Cette espèce est inféodée aux petits cours d'eau et torrents, les stations connues se trouvent à 400 m d'altitude. Les mâles portent les têtards endotrophiques jusqu'à la métamorphose en imago. Elle est terrestre et diurne. 

## Conservation
Découverte tardivement, Anomaloglossus dewynteri a rapidement subit un déclin dramatique. Elle a disparu des localités où elle était auparavant commune. Depuis 2018, et ce malgré plusieurs recherches, elle n'a jamais été revue. Le statut UICN de cette espèce est en danger critique d'extinction. La cause de ce déclin reste à ce jour non élucidée. En 2023, un plan national d'action (PNA) a été lancé afin de sauver cette espèce et les autres Anomaloglossus menacées. 

## Dénominations
Ce taxon porte en français les noms vernaculaires ou normalisés suivants : Anomaloglosse de Dewynter,.

## Taxonomie
Cette espèce a, dans un premier temps, été confondue avec Anomaloglossus degranvillei. Alors qu'elle était supposée largement répandue en Guyane et dans les pays voisins, la révision de ce taxon en 2018 a révélé qu'il s'agissait d'un complexe d'espèces. Anomaloglossus dewynteri a alors été décrite et est dorénavant considérée comme endémique du mont Itoupé. 
Le nom valide complet (avec auteur) de ce taxon est Anomaloglossus dewynteri Fouquet (d), Vacher (d), Courtois (d), Villette (d), Reizine (d), Gaucher (d), Jairam (d), Ouboter (d) & Kok, 2018,.

### Étymologie
Son épithète spécifique, dewynteri, lui a été donnée en l'honneur du zoologiste Maël Dewynter (d) pour son importante contribution à l'herpétologie en Guyane.

### Publication originale
- (en) Antoine Fouquet, Jean-Pierre Vacher, Élodie A. Courtois, Benoit Villette, Hugo Reizine, Philippe Gaucher, Rawien Jairam, Paul Ouboter et Philippe J. R. Kok, « On the brink of extinction: Two new species of Anomaloglossus from French Guiana and amended definitions of Anomaloglossus degranvillei and A. surinamensis (Anura: Aromobatidae) », Zootaxa, Magnolia Press (d), vol. 4379, no 1,‎ 13 février 2018, p. 1–23 (ISSN 1175-5334 et 1175-5326, OCLC 49030618, PMID 29689971, DOI 10.11646/ZOOTAXA.4379.1.1, lire en ligne).